# Гвардійські танкові корпуси
Нижче у звичайній послідовності подано перелік всіх гвардійський танкових корпусів Радянської Армії, що діяли в період Радянсько-німецької війни 1941-1945 років:
| № п/п | Повна назва гвардійського танкового корпусу                                                                                      | Дата присвоєння найменування «Гвардійський»  | З якого з'єднання переформований | Відомі командири |
| ----- | --- | -------------------------------------------- | -------------------------------- | --- |
| 1     | 1-й гвардійський танковий Донський ордена Леніна Червонопрапорний, ордена Суворова корпус                                        | Наказ НКО СРСР № 380 від 8 грудня 1942       | 26-й танковий корпус             | генерал-майор т/в Родін Олексій Григорович генерал-майор т/в Кукушкін Олександр Васильович генерал-лейтенант т/в Панов Михайло Федорович                                                                                         |
| 2     | 2-й гвардійський танковий Тацинський Червонопрапорний, ордена Суворова корпус                                                    | Наказ НКО СРСР № 412 від 26 грудня 1942      | 24-й танковий корпус             | генерал-лейтенант т/в Баданов Василь Михайлович генерал-лейтенант т/в Бурдейний Олексій Семенович |
| 3     | 3-й гвардійський танковий Котельниковський Червонопрапорний, ордена Суворова корпус                                              | Наказ НКО СРСР № 413 від 29 грудня 1942      | 7-й танковий корпус              | генерал-лейтенант т/в Ротмістров Павло Олексійович генерал-майор т/в Вовченко Іван Антонович генерал-лейтенант т/в Панфілов Олексій Павлович                                                                                     |
| 4     | 4-й гвардійський танковий Кантеміровський ордена Леніна Червонопрапорний корпус                                                  | Наказ НКО СРСР № 1 від 3 січня 1943          | 17-й танковий корпус             | генерал-лейтенант т/в Полубояров Павло Павлович |
| 5     | 5-й гвардійський танковий Сталінградсько-Київський ордена Леніна Червонопрапорний, орденів Суворова та Кутузова корпус           | Наказ НКО СРСР № 57 від 7 лютого 1943        | 4-й танковий корпус              | генерал-лейтенант т/в Кравченко Андрій Григорович генерал-лейтенант т/в Алексеєв Василь Михайлович генерал-лейтенант т/в Савельєв Михайло Іванович                                                                               |
| 6     | 6-й гвардійський танковий Київсько-Берлінський ордена Леніна, Червонопрапорний, орденів Суворова та Богдана Хмельницького корпус | Наказ НКО СРСР № 0404с від 26 липня 1943     | 12-й танковий корпус             | генерал-майор т/в Зінькович Митрофан Іванович генерал-майор т/в Сухов Іван Прокопович генерал-лейтенант т/в Панфілов Олексій Павлович генерал-майор т/в Новіков Василь Васильович генерал-майор т/в Митрофанов Василь Андрійович |
| 7     | 7-й гвардійський танковий Київсько-Берлінський ордена Леніна, двічі Червонопрапорний, ордена Суворова корпус                     | Наказ НКО СРСР № 0404с від 26 липня 1943     | 15-й танковий корпус             | генерал-майор т/в Рудкін Пилип Микитович генерал-майор т/в Сулейков Кирило Пилипович генерал-майор т/в Іванов Сергій Олексійович генерал-майор т/в Митрофанов Василь Андрійович генерал-майор т/в Новіков Василь Васильович      |
| 8     | 8-й гвардійський танковий Червонопрапорний, ордена Суворова корпус                                                               | Наказ НКО СРСР № 284 від 19 вересня 1943     | 2-й танковий корпус              | генерал-лейтенант т/в Попов Олексій Федорович |
| 9     | 9-й гвардійський танковий Уманський ордена Леніна, Червонопрапорний, ордена Суворова корпус                                      | Наказ НКО СРСР № 0376с від 20 листопада 1944 | 3-й танковий корпус              | генерал-майор т/в Веденєєв Микола Денисович |
| 10    | 10-й гвардійський добровольчий танковий Львівсько-Уральський Червонопрапорний, орденів Суворова та Кутузова корпус               | Наказ НКО СРСР № 306 від 23 жовтня 1943      | 30-й танковий корпус             | генерал-лейтенант т/в Родін Георгій Семенович генерал-лейтенант т/в Бєлов Євтихій Омелянович полковник Чупров Ніл Данилович (т.в.о.)                                                                                             |
| 11    | 11-й гвардійський танковий Прикарпатсько-Берлінський Червонопрапорний, ордена Суворова корпус                                    | Наказ НКО СРСР № 306 від 23 жовтня 1943      | 6-й танковий корпус              | генерал-лейтенант т/в Гетьман Андрій Лаврентійович полковник Арман Поль Матисович (т.в.о.) полковник Ющук Іван Іванович (т.в.о.) полковник Бабаджанян Амазасп Хачатурович                                                        |
| 12    | 12-й гвардійський танковий Уманський ордена Леніна, Червонопрапорний, ордена Суворова корпус                                     | Наказ НКО СРСР № 0376с від 20 листопада 1944 | 16-й танковий корпус             | генерал-майор т/в Теляков Микола Матвійович генерал-майор т/в Салмінов Михайло Федорович |